# 이브 서던

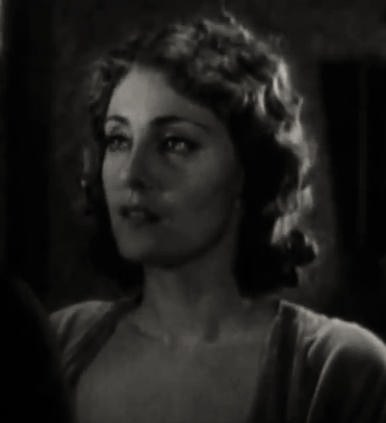

이브 서던(Eve Southern, 1898년 10월 24일 ~ 1972년 11월 28일)은 미국의 배우, 영화배우이다.
샌타모니카에서 사망하였다. 사인은 파킨슨병이다.

## 영화
- 해양법 (1931년)
- 허 동키 러브 (1917년)